# Christian Hopmann
Christian Hopmann (* 3. September 1968 in Essen) ist ein deutscher Maschinenbauingenieur und Professor und Inhaber des Lehrstuhls für Kunststoffverarbeitung an der RWTH Aachen und Leiter des Instituts für Kunststoffverarbeitung (IKV).

## Leben
Hopmann studierte von 1989 bis 1996 Maschinenbau mit Vertiefungsrichtung Kunststofftechnik an der RWTH Aachen. Im Anschluss war er als Wissenschaftlicher Mitarbeiter am Institut für Kunststoffverarbeitung tätig. 2000 promovierte er bei Walter Michaeli mit einer Arbeit über das Keramikspritzgießen. Im Anschluss an seine Assistenzzeit wurde er noch im gleichen Jahr Abteilungsleiter für Formteilauslegung/Werkstofftechnik am Institut für Kunststoffverarbeitung (IKV) in Industrie und Handwerk an der RWTH Aachen. Von 2001 bis 2004 war er Oberingenieur und stellvertretender Leiter des Instituts. 2005 wechselte er in die Industrie und wurde Leiter Quality Management und im Folgejahr Leiter der Produktion bei der Rheinischen Kunststoffwerke AG in Petersaurach, der heutigen RKW SE. Danach wechselte er zum Standort Helsingborg, wo er die Position des Managing Director der schwedischen Tochtergesellschaft RKW Sweden AB übernahm.
Nach seiner Tätigkeit bei der RKW wurde er 2011 zum Leiter des IKV ernannt. Im April 2011 wurde er Professor für das Fach Kunststoffverarbeitung an der RWTH Aachen. Sein Forschungsschwerpunkt liegt bei der integrativen Kunststofftechnik. Bei dessen Gründung im Frühjahr 2015 bis zum 7. Juni 2016 war er Präsidiumsmitglied des Deutschen Industrieforschungsgemeinschaft Konrad Zuse e.V.
Hopmann ist verheiratet und hat vier Kinder.

## Auszeichnungen
2014 erhielt er den mit 100.000 Euro dotierten Innovationspreis des Landes NRW für „praxisorientierte Forschung auf dem Gebiet des Leichtbaus“.